# Gà Cornish

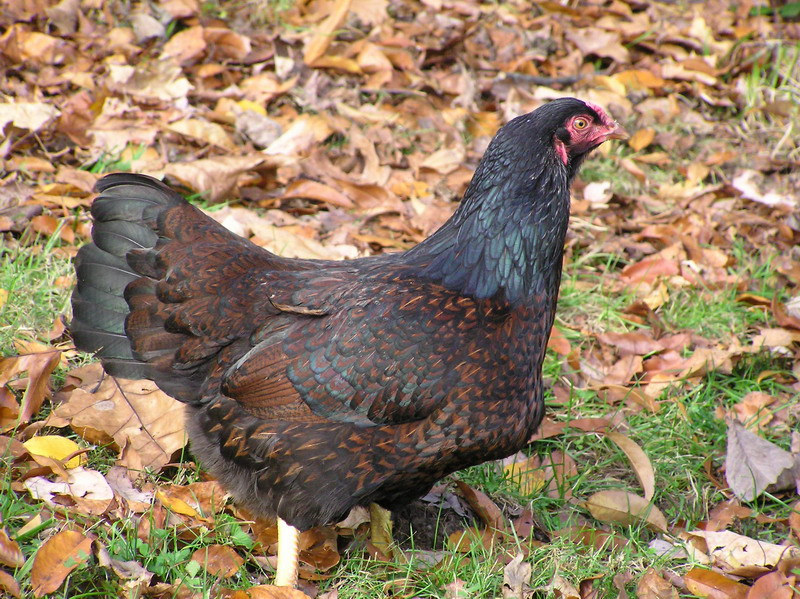
Một con gà Cornish mái

Gà Cornish (phát âm như là Cooc–nis) là một giống gà có nguồn gốc ở Anh từ vùng Cornwall. Đây là giống gà ban đầu là gà chọi, sau đó được phát triển theo hướng gà chuyên thịt. Gà Cornish có ở gần như trên toàn thế giới.